# Akbar Šáh II.
Akbar Šáh II. (22. dubna 1760 Mukundpur, okres Satná – 28. září 1837 Dillí) byl 17. (předposlední ) indický císař mughálské dynastie. Oficiálně vládl v letech 1806 až 1837, fakticky spoluvládl se svým slepým otcem již před rokem 1799. Byl druhým synem šáha Alama II. a otcem šáha Bahádura II. Akbarovu moc omezoval rostoucí britský vliv v Indii, především prostřednictvím Východoindické společnosti (East Indian Company).

## Život

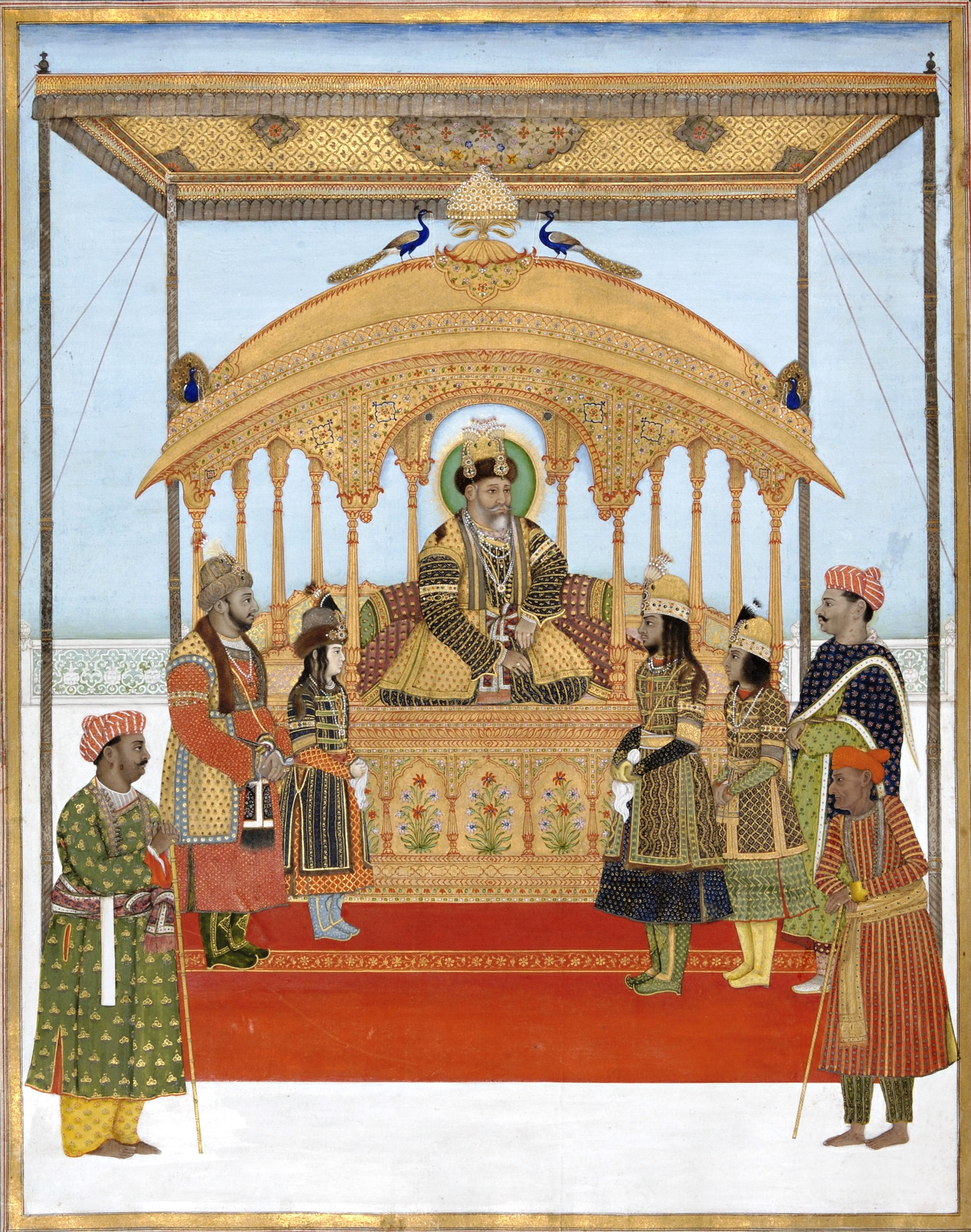
Akbar II. na Pavím trůnu přijímá audience

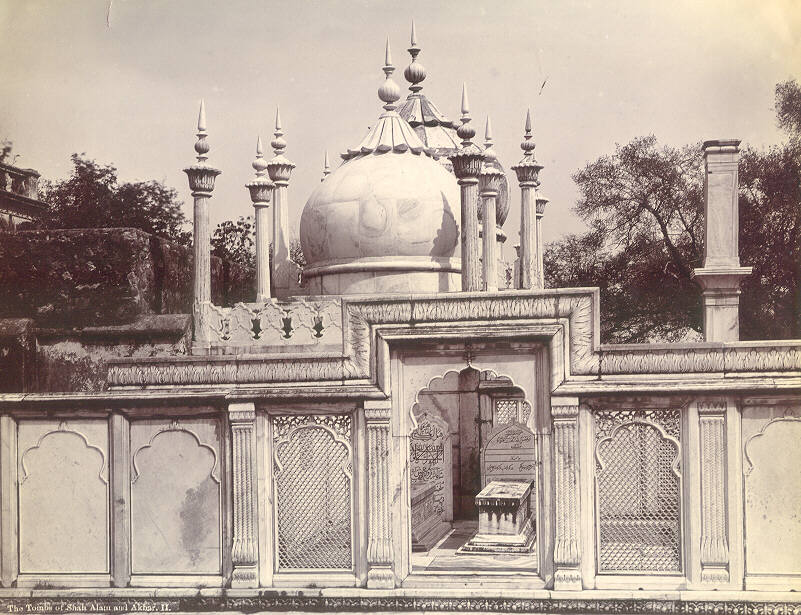
Hrobka šáha Akbara II. a jeho otce šáha Alama, britská fotografie po roce 1890

Princ jménem Mirza Akbar se narodil 22. dubna 1760 jako druhý syn císaře Alama Šáha II. v Mukundpuru v Satně, zatímco jeho otec byl v exilu. Po smrti svého staršího bratra dne 2. května 1781 v Červené pevnosti v Dillí jmenován korunním princem. V letech 1782–1799 byl místokrálem Dillí. Když renegátský eunuch Ghulam Qadir ovládl Dillí, byl princ Mirza Akbar společně s dalšími mughalskými knížaty a princeznami donucen tančit na jeho dvoře. Byl účasten ponížení a hladovění celé císařské rodiny Mughalů. Když Šáh Džahán IV uprchl, Mirza Akbar byl jmenován titulárním císařem s titulem Akbar Šáh II. a měl zůstat v úřadu až do návratu svého otce v lednu 1789.
Císař vládl říši omezené na Červenou pevnost v Dillí. Odmítl se podřídit úředníkům Východoindické společnosti, jejich lordu Hastingsovi odmítl poskytnout audienci k vyjednávání jiných podmínek než s vlastním postavením suveréna. Britové proto v roce 1835 omezili jeho titulární autoritu na „krále Dillí“ a Východoindická společnost přestala fungovat jako dosud. Současně Britové nabídli královské tituly Nawabovi z Oudhu a Nizámovi z Hajdarábádu, aby dále omezili Akbarovu vládu. Nawab titul přijal.
V roce 1835 přestala dosud jen obchodní Východoindická společnost respektovat vládu indického císaře, přestala razit mince s jeho jménem a perským nápisem a odvádět mincovní regál. Akbar II. proti bezpráví Východoindické společnosti angažoval bengálského reformátora Ram Mohan Roye, který jako jeho vyslanec jednal v Anglii a podal žalobu u soudu, ale bezvýsledně.

## Poklad
Britové si za jeho vlády nedovolili přisvojit poklad zlata a drahokamů mughálské dynastie (ve starší české literatuře zvaný Poklad velkých mogulů). Symbolem jejich pohádkového bohatství byl císařský Paví trůn, zdobený figurkami pávů s raritními drahokamy v očích a v ocase, císařská koruna, množství náhrdelníků a dalších šperků a gem s rytými nápisy.

## Hrobka
Zděná kupolová hrobka stojí v Zafar Mehralu, obec Mehrauli v jižním okolí Dillí; šáhův mramorový hrob leží vedle hrobu súfijského svatého Qutbuddina Bakhtiara Kakiho (1173–1235).